# Ponzano Romano

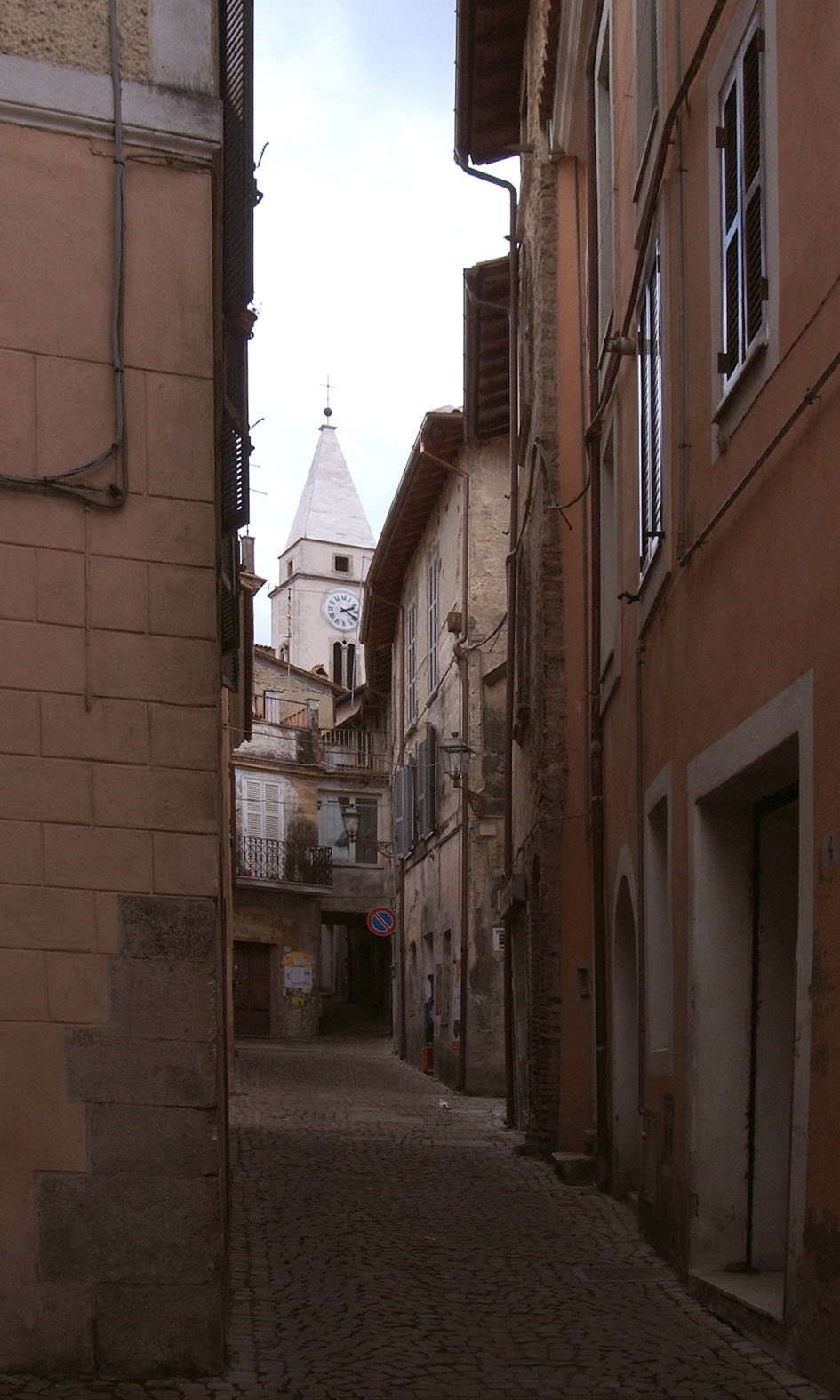
Ponzano

Ponzano Romano ist eine Gemeinde in der Metropolitanstadt Rom in der italienischen Region Latium mit 1245 Einwohnern (Stand 31. Dezember 2023).

## Geographie
Ponzano Romano liegt auf einem Höhenrücken südlich des Tiber und grenzt an die Provinz Rieti. Der Ort ist der nördlichste der Metropolitanstadt Rom. Er liegt 56 km nördlich von Rom und 49 km südlich von Terni.
Die Nachbargemeinden sind Civita Castellana (VT), Civitella San Paolo, Collevecchio (RI), Filacciano, Forano (RI), Nazzano, Sant’Oreste und Stimigliano (RI).

### Verkehr
Mit der Autobahnauffahrt Ponzano – Soratte liegt der Ort direkt an der A1 Autostrada del Sole.
Der nächste Bahnhof Stimigliano an der Bahnstrecke Rom–Florenz liegt 7,5 km vom Ortszentrum entfernt.

## Bevölkerungsentwicklung
| Jahr      | 1871 | 1901 | 1921 | 1936 | 1951 | 1971 | 1991 | 2001 | 2011 |
| Einwohner | 816  | 1022 | 1152 | 1164 | 1205 | 884  | 906  | 1028 | 1170 |

Quelle ISTAT

## Politik

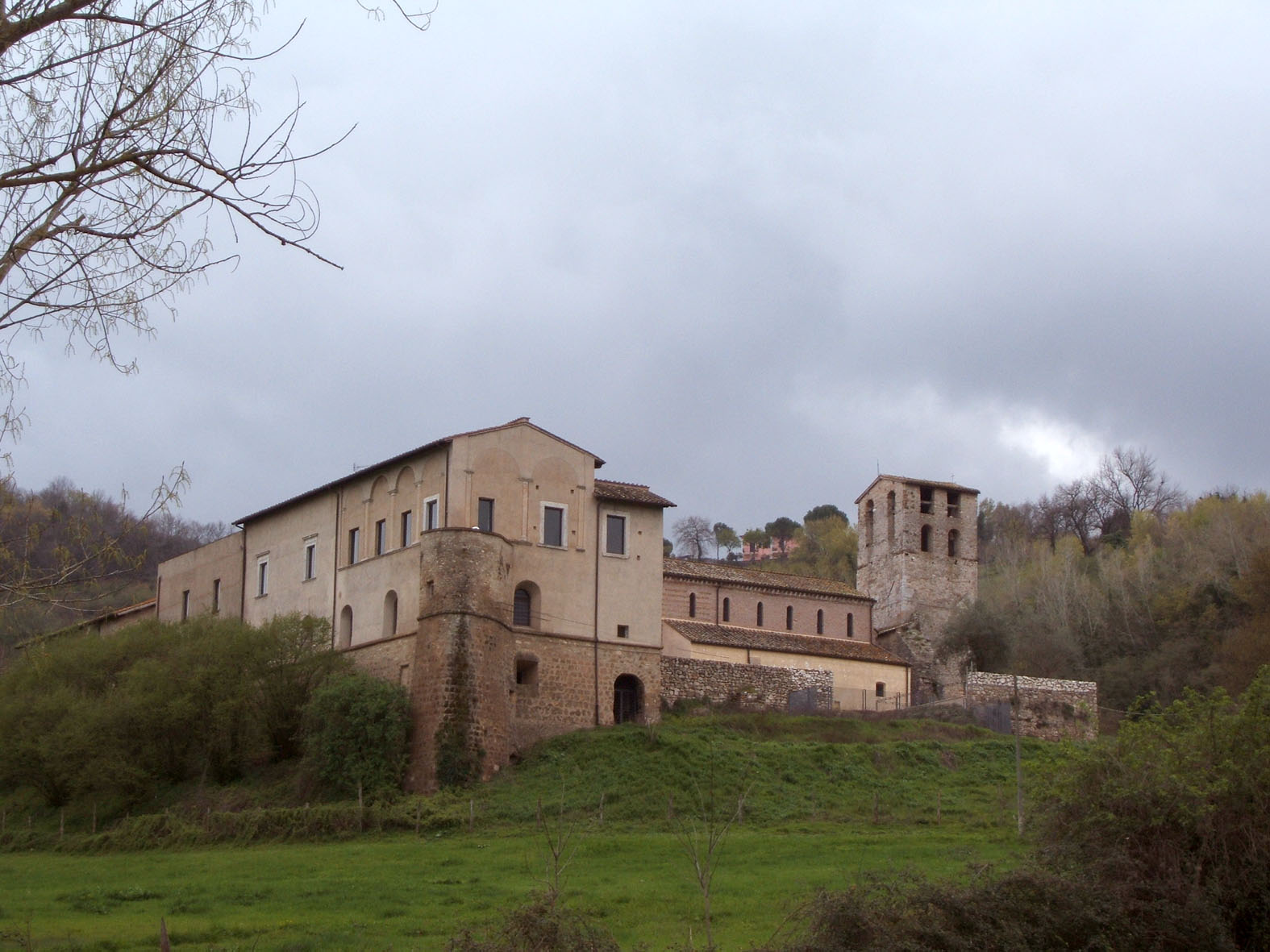
Sant’Andrea in Flumine

Enzo De Santis von der Bürgerliste Insieme per Ponzano wurde im Mai 2006 zum ersten Mal zum Bürgermeister gewählt. Im Mai 2011 und am 5. Juni 2016 wurde er jeweils im Amt bestätigt.

## Sehenswürdigkeiten
Die Abtei Sant’Andrea in Flumine wurde im 6. Jahrhundert gegründet. Sie beinhaltet wertvolle Kosmaten-Fußböden.